# 我在文革旋涡中
《我在文革漩涡中》是聂元梓自传，2017年出版。系2005年出版的《聂元梓回忆录》的修订版。

## 评论
- 何洛、孟金发表两篇文章，称《聂元梓回忆录》有“很多不实之处”。[2][3]
- 薄亚达评《聂元梓回忆录》：“在许多地方混淆黑白，颠倒是非，企图搅混历史，蒙骗后来者。”[4]
- 据帮助写《聂元梓回忆录》的刘若所述，回忆录受任继愈、郑仲兵关怀，经陈葆华自费买书推广。[5]
- 《凤凰周刊》2014年报道：“那本在香港出版的《聂元梓回忆录》，是她口述、别人记录的，出版时未经她审阅。”“这本为她正名的传记能出修订版，或许是她此生最后的愿望。”[6]
- 聂元梓自序《该由谁来承担历史的罪错？》：自2005年《聂元梓回忆录》出版后，反馈意见颇多，初版书中错漏不少，故予以修订增补。[7]
- 余汝信：“新版回忆录将旧版中的第七章全章删除，致使新版中‘与康生、曹轶欧的纠葛’一节严重失真，缺失了文革初期聂与康生、曹轶欧关系中的重要一环。”[8]